# Larouco
Larouco (spanisch Laroco) ist eine spanische Gemeinde (Concello) mit 437 Einwohnern (Stand: 2024) in der Provinz Ourense der Autonomen Gemeinschaft Galicien. Die auf dem Gemeindegebiet liegenden Rebflächen gehören zum Weinbaugebiet Valdeorras.

## Geografie
Larouco liegt am östlichen Rand der Provinz Ourense an der Grenze zu der Provinz León und ca. 65 Kilometer östlich der Provinzhauptstadt Ourense in einer durchschnittlichen Höhe von ca. 540 m. Der nördlichste Zipfel der Gemeinde reicht an den Río Sil.

## Bevölkerungsentwicklung der Gemeinde
Legende: Laroco___Larouco

Quelle: INE-Archiv – grafische Aufarbeitung für Wikipedia

## Gemeindegliederung
Die Gemeinde Larouco ist in vier Parroquias gegliedert:
| Parroquias    | Patrozinium              | Einwohner 2024 | Fläche km² | Dichte Einw./km² | Höhe msnm | Ortskennzahl |
| ------------- | ------------------------ | -------------- | ---------- | ---------------- | --------- | ------------ |
| Freixido      | Sagrado Corazón de Xesús | 63             | 8,03       | 8                | 402       | 32038010000  |
| Larouco       | Santa María              | 298            | 5,20       | 57               | 539       | 32038020000  |
| Portomourisco | San Víctor               | 16             | 3,22       | 5                | 0         | 32038030000  |
| Seadur        | Santa Mariña             | 67             | 7,14       | 9                | 488       | 32038040000  |

## Wirtschaft
| Ackerbau, Viehzucht und Fischerei                                                  | 028 | 019,58 |
| Industrie                                                                          | 017 | 011,89 |
| Bauwirtschaft                                                                      | 012 | 08,39  |
| Dienstleistungsbetriebe                                                            | 086 | 060,14 |
| Total                                                                              | 143 | 100,00 |
| * Daten aus dem Statistischen Amt für Wirtschaftliche Entwicklung in Galicien, IGE |     |        |

## Sehenswürdigkeiten
- Kreuzkirche in Freixido
- Marinenkirche in Seadur
- Marienkirche in Larouco

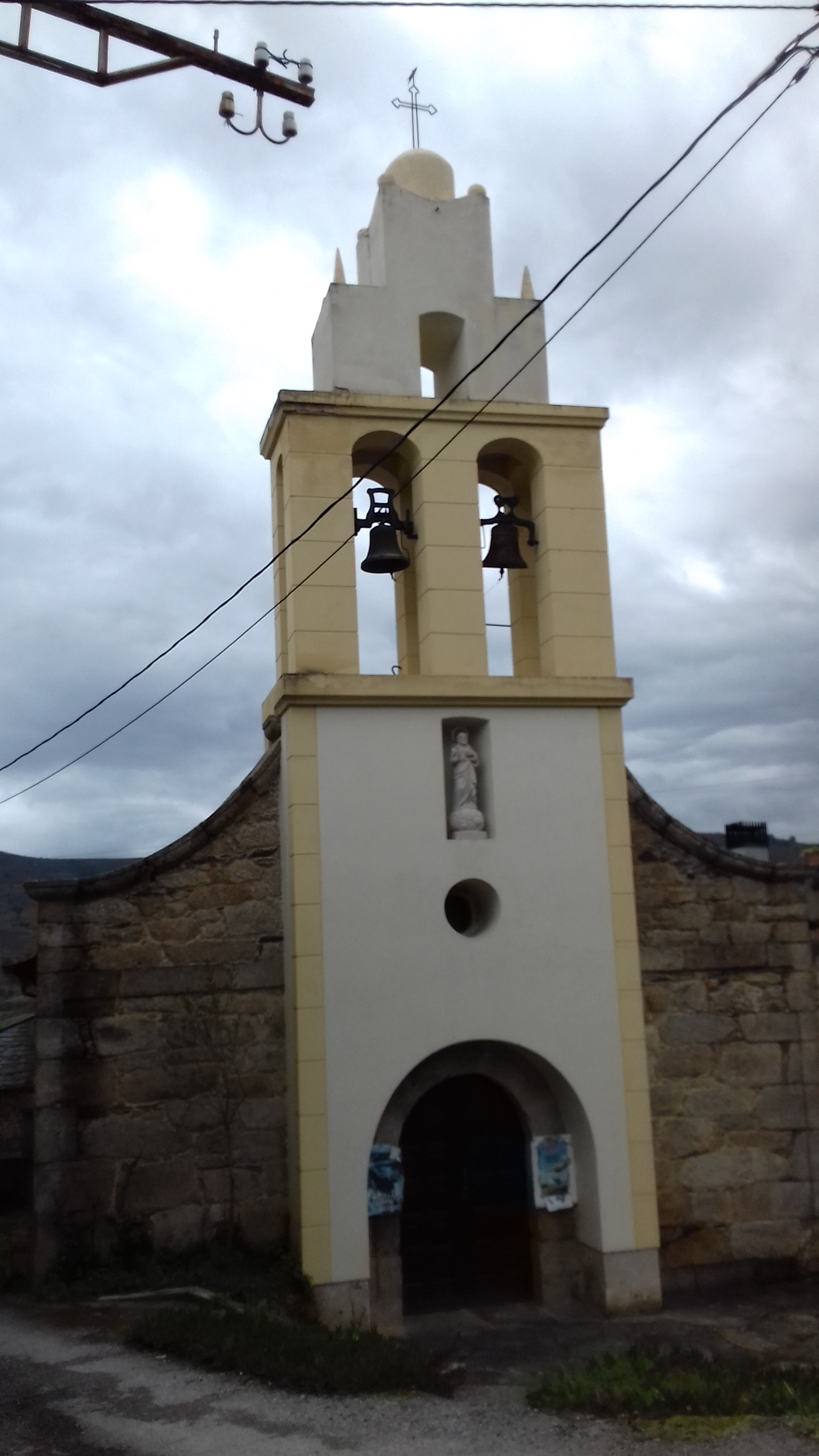
Kreuzkirche
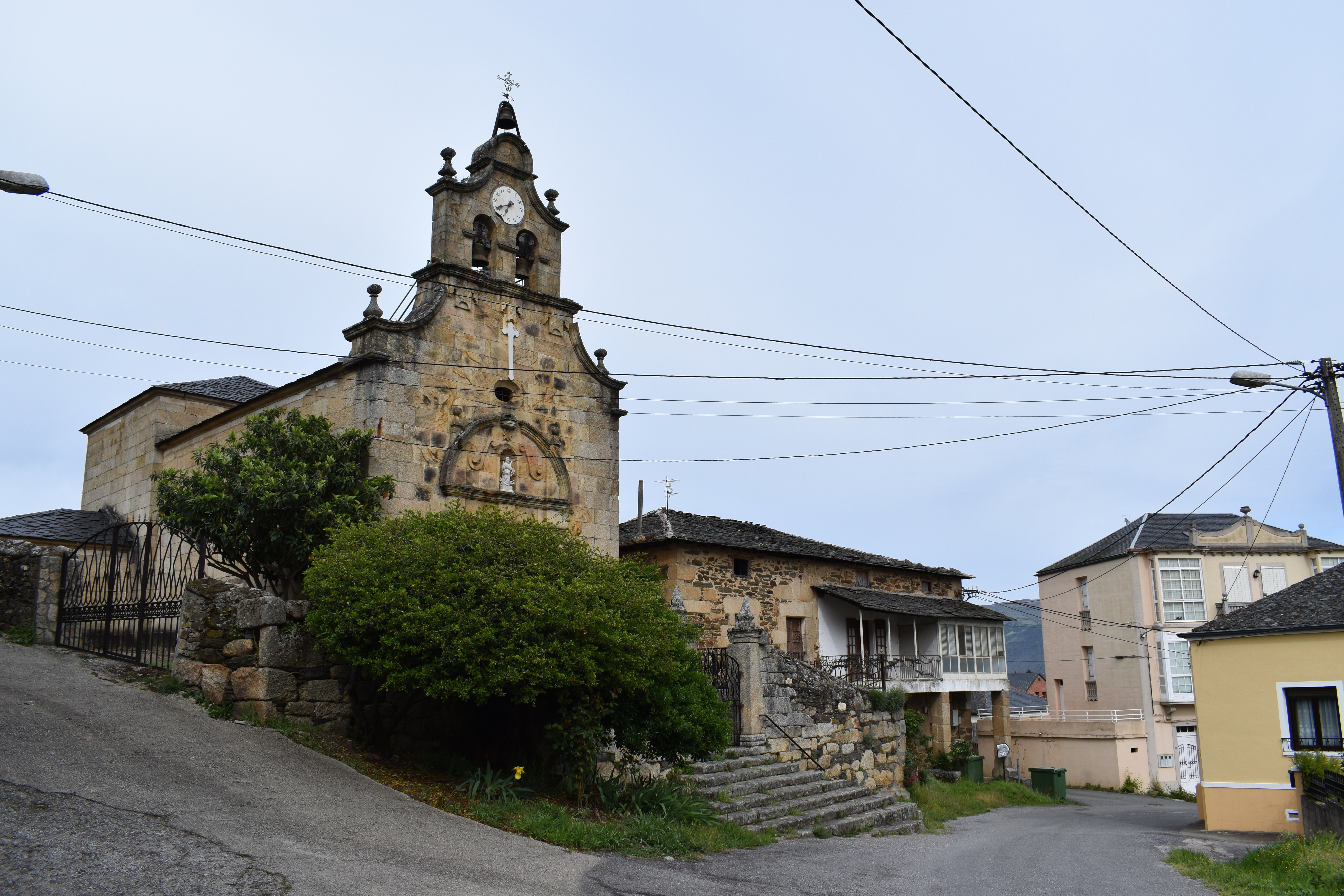
Marinenkirche
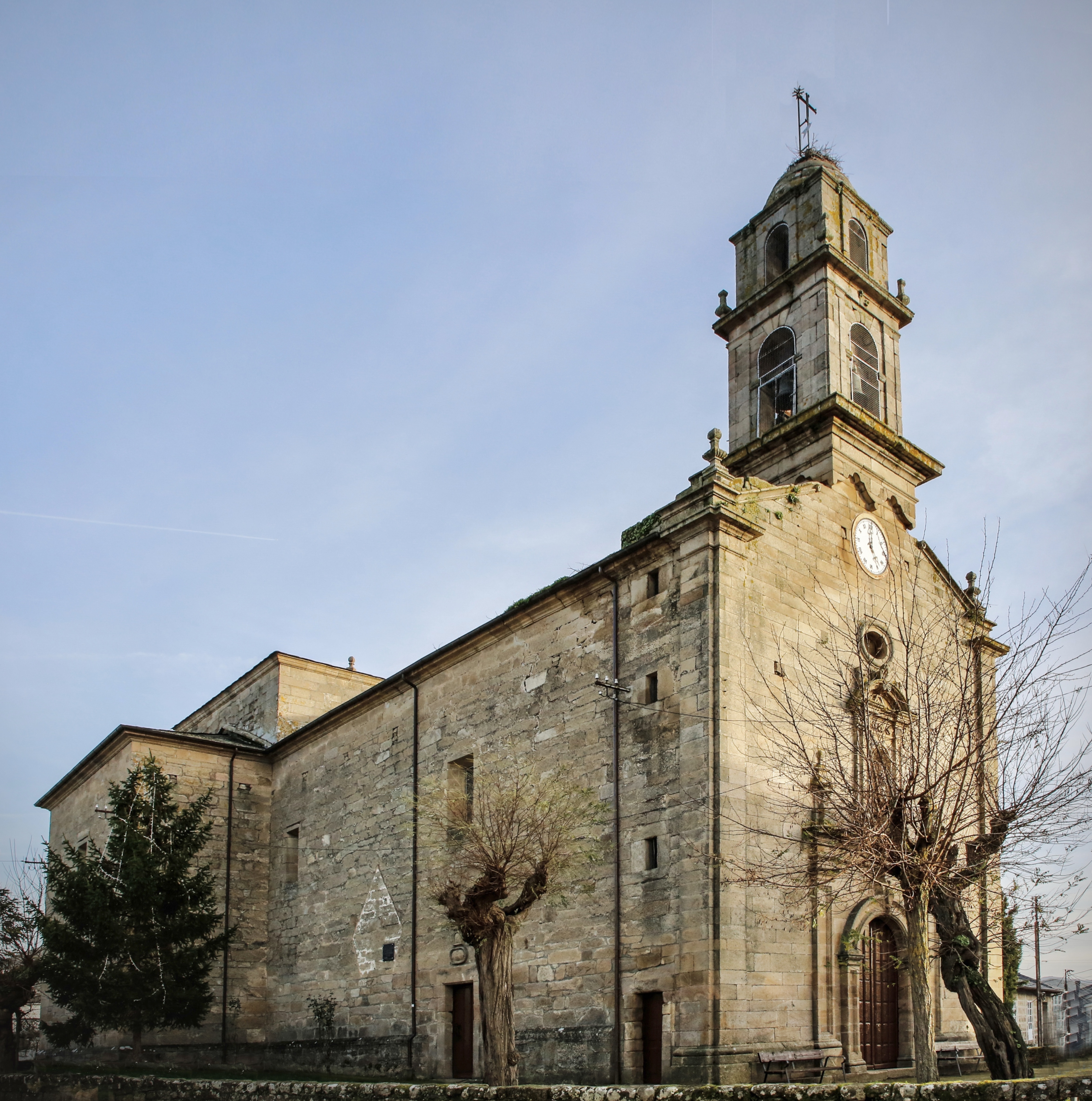
Marienkirche
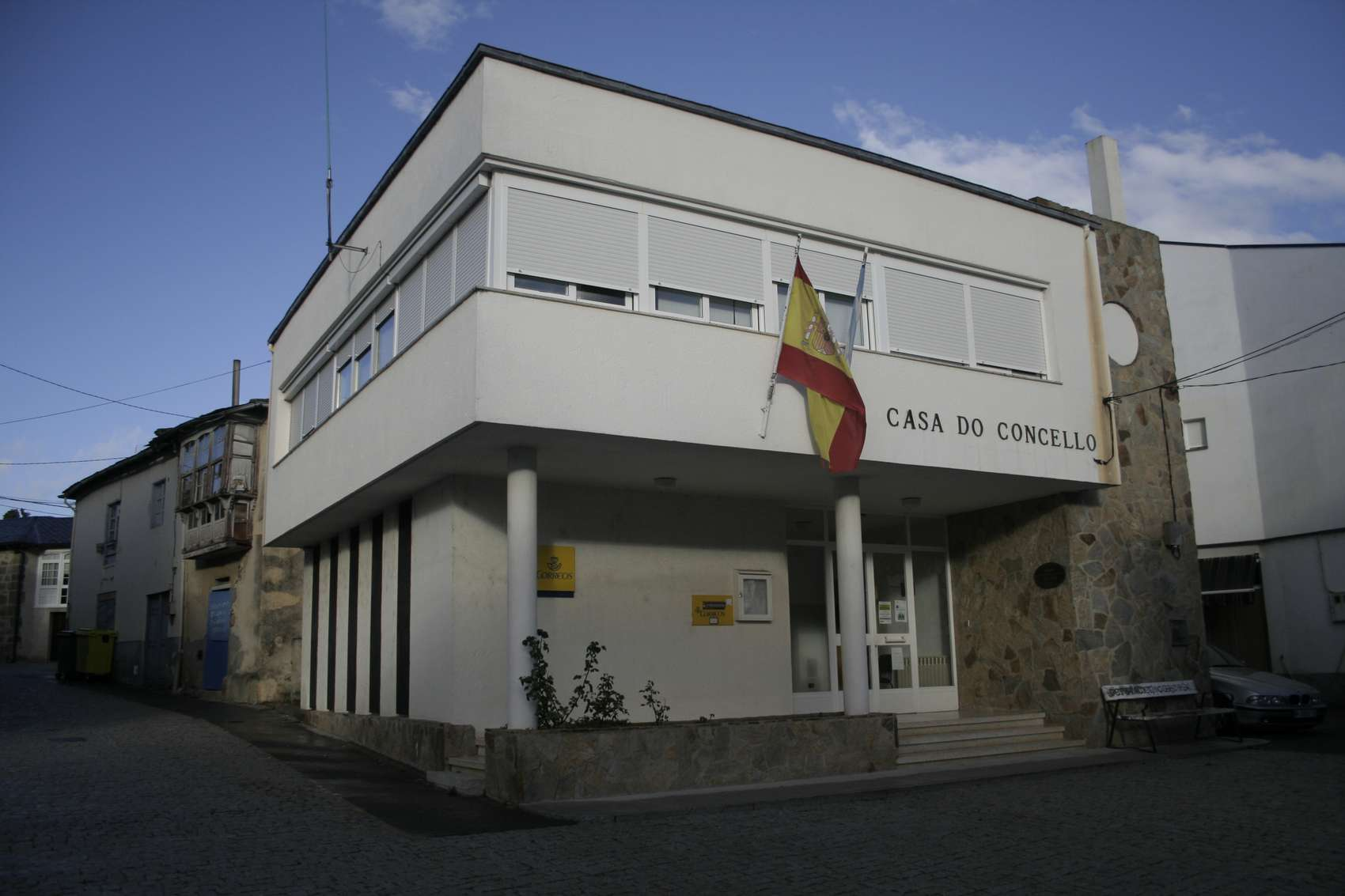
Rathaus

## Persönlichkeiten
- María Esther Brañeiro (genannt: Choly Berreteaga, 1927–2018), argentinische TV-Persönlichkeit und Köchin